# 向有德
向有德（1849年—1920年），和名浦添按司朝忠，是琉球第二尚氏王朝末期至沖繩縣初期的政治運動家、歌人。浦添御殿第四世。
向有德是向文輝（奧武親方朝昇）第六子，是向志禮（義村按司朝明）的弟弟。向文輝是向氏奧武殿內的第二世家督。浦添御殿三世尚元魯（浦添王子朝熹）無嗣，由向有德入繼其為養子。
向有德在琉球國時期歷任大與奉行、國學奉行等職。1879年，日本吞併琉球，改為沖繩縣。他與向志禮一樣反對日本的統治。1883年（明治16年），他以遊學的名義前往清朝，居住在福州琉球館，要求清朝介入琉球問題，協助琉球復國。1887年（明治20年），他再度向清朝朝廷上書。清朝在甲午戰爭戰敗後，他回到沖繩。
向有德極其抵制日本文化，他反對琉球人在沖繩縣創辦的學校中學習。根據《琉球新報》在1898年6月13日的一則報導，他在自己位於首里區字桃原（今那霸市首里桃原町）的邸宅內自行辦學，招收七八歲以上的學齡兒童，教授漢籍（四書類）、算術、習字、唐手（空手道）
等傳統文化的諸科目。